# Calanchi di Civita di Bagnoregio
Calanchi di Civita di Bagnoregio este o arie protejată (arie specială de conservare — SAC, sit de importanță comunitară — SCI, arie de protecție specială avifaunistică — SPA) din Italia întinsă pe o suprafață de 1.592 ha, integral pe uscat.

## Localizare
Centrul sitului Calanchi di Civita di Bagnoregio este situat la coordonatele 42°37′22″N 12°09′09″E / 42.622778°N 12.1525°E.

## Înființare
Situl Calanchi di Civita di Bagnoregio a fost declarat sit de importanță comunitară în iunie 1995 pentru a proteja 7 specii de animale. Alte tipuri de protecție:
- arie de protecție specială avifaunistică (în octombrie 1999)[2]
- arie specială de conservare (în decembrie 2016)[1][3][4]

## Biodiversitate
Situată în ecoregiunea mediteraneană, aria protejată conține 1 habitat natural: Pseudostepă cu ierburi și specii anuale de Thero-Brachypodietea.
La baza desemnării sitului se află mai multe specii protejate:
- păsări (4): erete cenușiu (Circus pygargus), Falco biarmicus, șoim călător (Falco peregrinus), gaia neagră (Milvus migrans)
- amfibieni (1): Triturus carnifex
- nevertebrate (1): Melanargia arge
- pești (1): Barbus tyberinus

Pe lângă speciile protejate, pe teritoriul sitului au mai fost identificate 1 specie de plante, 1 specie de mamifere.